# Caenolestes condorensis
Caenolestes condorensis — вид сумчастих ссавців із родини ценолестових, що мешкає у горах Кордильєра-дель-Кондор на південному сході Еквадору.

## Біоморфологічна характеристика
Caenolestes — сумчасті, які дещо нагадують землерийку через довгасту мордочку. C. condorensis мають коричнево-сіре хутро, що вкриває більшу частину тіла; нижня сторона більш суцільна коричнева в порівнянні. Хутро ≈ 10 мм в довжину, ніс рожевий, вібриси білі. Середня довжина тіла C. condorensis становить 256 мм, у тому числі довжина хвоста 127 мм, а вага ≈ 48 грамів. Проте всі ці оцінки засновані на двох єдиних особинах цього виду, які були зловлені та описані. В іншому випадку C. condorensis дуже схожі зовні на своїх родичів Caenolestes caniventer. Обидва види відносно міцні й мають схоже грубе хутро; однак їх можна відрізнити за відносно більшим розміром тіла та верхніми іклами C. condorensis

## Середовище проживання
Цей вид відомий тільки з одної місцевості в провінції Морона-Сантьяго, Ачупаллас, 2080 м над рівнем моря, в Кордильєрах-дель-Кондор на південному сході Еквадору, ймовірно простягається в ті самі Кордилери в Перу.
Зафіксоване місце проживання було представлено рослинністю < 1.5 м заввишки, де переважають колючі бромелієві (ачупали) та схилом, прилеглим до густого лісу з чагарниками 5–6 м заввишки.

## Спосіб життя
Є мало відомостей про дієту виду в дикій природі. Представники роду Caenolestes солітарні й нічні; вони наземні, але вправні дереволази. Вдень ці тварини перебувають у тунелях під корінням дерев. Представники роду Caenolestes умовно-всеїдні, але переважно комахоїдні. Живляться жуками, цвіркунами, личинками метеликів, багатоніжками, кониками, павуками та дощовими черв'яками. Менша частка їхнього раціону складається з рослинності, плодів і дрібних хребетних, включаючи молодих мишей. Вони добувають їжу в моху і листовій підстилці. Коли знаходять їжу, то маніпулюють і споживають її передніми лапами з положення напівсидячи. Відсутня інформація щодо розмноження. Ймовірними хижаками для виду можуть бути Leopardus jacobita, Leopardus colocolo, Lycalopex culpaeus, Puma concolor.

## Загрози й охорона
Ймовірні загрози можуть включати перетворення земель під сільське господарство та лісозаготівлю.
Відомий ареал цього виду знаходиться в межах раніше запропонованої транскордонної заповідної території Кордильєра-дель-Кондор між Еквадором і Перу, але створення заповідної території ще не завершене.

## Кладограма
Внутрішньородинна кладограма за джерелом:

|  | Lestoros inca            |
|  |                          |
|  | Rhyncholestes raphanurus |
|  |                          |

|  | C. condorensis                                              |
|  |                                                             |
|  | \| \| C. caniventer \| \| \| \| \| \| C. sangay \| \| \| \| |
|  |                                                             |
|  | C. caniventer                                               |
|  |                                                             |
|  | C. sangay                                                   |
|  |                                                             |

|  | C. caniventer |
|  |               |
|  | C. sangay     |
|  |               |

|  | C. condorensis                                              |
|  |                                                             |
|  | \| \| C. caniventer \| \| \| \| \| \| C. sangay \| \| \| \| |
|  |                                                             |
|  | C. caniventer                                               |
|  |                                                             |
|  | C. sangay                                                   |
|  |                                                             |

|  | C. caniventer |
|  |               |
|  | C. sangay     |
|  |               |

|  | C. condorensis                                              |
|  |                                                             |
|  | \| \| C. caniventer \| \| \| \| \| \| C. sangay \| \| \| \| |
|  |                                                             |
|  | C. caniventer                                               |
|  |                                                             |
|  | C. sangay                                                   |
|  |                                                             |

|  | C. caniventer |
|  |               |
|  | C. sangay     |
|  |               |

|  | C. condorensis                                              |
|  |                                                             |
|  | \| \| C. caniventer \| \| \| \| \| \| C. sangay \| \| \| \| |
|  |                                                             |
|  | C. caniventer                                               |
|  |                                                             |
|  | C. sangay                                                   |
|  |                                                             |

|  | C. caniventer |
|  |               |
|  | C. sangay     |
|  |               |